# Selección de fútbol de San Eustaquio
La Selección de fútbol de San Eustaquio es el equipo representativo de esta isla (parte de las Antillas Neerlandesas) en las competiciones oficiales. No pertenece a la FIFA, ni a la Concacaf.

## Partidos
| Fecha                   | Sede                   |               | Rival                  | Marcador |
| ----------------------- | ---------------------- | ------------- | ---------------------- | -------- |
| 6 de mayo de 2011       | San Eustaquio          | San Eustaquio | Saba                   | 2 - 1    |
| 28 de marzo de 2010     | Saba                   | San Eustaquio | Saba                   | 2 - 2    |
| 28 de marzo de 2010     | Saba                   | San Eustaquio | Saba                   | 2 - 1    |
| 27 de marzo de 2010     | Saba                   | San Eustaquio | Saba                   | 1 - 2    |
| 2007                    | San Cristóbal y Nieves | San Eustaquio | San Cristóbal y Nieves | 3 - 5    |
| 2007                    | San Eustaquio          | San Eustaquio | San Cristóbal y Nieves | 2 - 2    |
| 2007                    | San Eustaquio          | San Eustaquio | San Cristóbal y Nieves | 2 - 2    |
| 2007                    | San Eustaquio          | San Eustaquio | San Cristóbal y Nieves | 0 - 6    |
| 2007                    | San Eustaquio          | San Eustaquio | San Cristóbal y Nieves | 1 - 5    |
| 16 de junio de 2006     | Saba                   | San Eustaquio | Saba                   | 5 - 5    |
| 15 de junio de 2006     | Saba                   | San Eustaquio | Saba                   | 5 - 3    |
| 11 de diciembre de 2004 | San Eustaquio          | San Eustaquio | Anguila                | 2 - 0    |
| 20 de agosto de 2004    | San Eustaquio          | San Eustaquio | Sint Maarten           | 2 - 2    |
| agosto de 2004          | San Eustaquio          | San Eustaquio | Saint-Martin           | 3 - 3    |
| 3 de abril de 2004      | San Eustaquio          | San Eustaquio | Saba                   | 3 - 1    |